# دست‌تنها
دست‌تنها (انگلیسی: Single Handed) یک فیلم وسترن به کارگردانی ادوارد سجویک است که در سال ۱۹۲۳ منتشر شد.

## بازیگران
- هوت گیبسون[۱]در نقش «هکتور مک‌نایت»
- الینور فیلد در نقش «روث رندالف»
- پرسی چلنجر در نقش «پروفسور ویوف»
- ویلیام استیل در نقش «ویندی اسمیت»
- فیلیپ اسلیمن در نقش «جیپسی جو»
- دیک لا رنو در نقش کلانتر «سیمپل»
- مک وی. رایت در نقش «مایلو»
- تام مک‌گوایر در نقش «مکلین»
- گوردون مک‌گرگور
- دابلیو. تی. مک‌کالی
- چارلز مورفی
- رابرت مک‌کنزی
- سیدنی دی گری